# منضج
منضج، دارویی است که برای پختن و به قوام آوردن خلط، جهت آماده ساختن آن برای تخلیه بوسیله داروهای مسهل بکار می‌رود. 

## لغت
نضج در لغت به معنای پختن است.

## عملکرد
عمل نضج به قوام آوردن اخلاط است. یعنی هر چه خلط غلیظ است (مانند: بلغم و سودای غلیظ) رقیق کرده، و هر چه خلط رقیق است (مانند: صفرا و بلغم آبی، غلیظ‌تر نموده و به غلظتی که مناسب اسهال آن است برساند
.
خلط‌ها و عمل نضج
1. خلط دم نیاز به نضج ندارد، و فقط وقتی که خون همراه خلط‌های دیگری باشد، باید آن خلط‌ها را به پختگی و نضج رساند.
2. صفرا در سه روز به پختگی می‌رسد.
3. بلغم در نه روز.
4. سودای خالص در پانزده روز.

نضج خلط‌ها در طی این روزها، نضجی است که برای تجویز داروی مسهل پیشنهاد شده‌است، نه نضجی که قابل تحلیل و دفع طبیعت باشد.

## نسخه ها
حکیم مومن ذیل مطلب مطبوخات در قسم دوم از کتاب تحفه حکیم برای نضج خلط سودا ناشی از صفرای سوخته این نسخه را تجویز فرموده است: آلو بخارا پانزده مثقال، پوست ریشه کاسنی، گل بنفشه، عنب الثعلب، پرسیاوشان، شاهتره خشک، آمله پوست کنده، تخم خیار، شکوفه غافت از هر یک سه مثقال، عناب و سپستان هر یک بیست دانه، تخم کاسنی، گل گاو زبان و گل سرخ از هر یک دو مثقال، در سیصد مثقال آب بجوشانند تا یک چهارم آن بماند، با ترنجبین و شیرخشت مخلوط کرده و میل شود.